# Jadwiga Kmicińska
Jadwiga Ewa Kmicińska (ur. 9 września 1953 w Ełku) – polska funkcjonariuszka Milicji Obywatelskiej i Policji.

## Życiorys
Córka Antoniego i Celiny. W 1976 ukończyła studia prawnicze na Uniwersytecie Gdańskim. W tym samym roku rozpoczęła pracę w Komendzie Miejskiej Milicji Obywatelskiej (MO) w Elblągu. W 1979 ukończyła resortowe studia podyplomowe na Akademii Spraw Wewnętrznych w Łodzi i została awansowana na stopień podporucznika. W 1979 przeniosła się do Gdańska, gdzie przydzielono ją do Wydziału Dochodzeniowego Komendy Miejskiej MO. Od styczniu 1980 rozpoczęła pracę w Komendzie Wojewódzkiej MO i Wojewódzkim Urzędzie Spraw Wewnętrznych w Gdańsku, początkowo na stanowisku inspektorki sekcji gospodarczej Wydziału Dochodzeniowo-Śledczego, od lutego 1983 do końca lipca 1987 inspektorki Wydziału Śledczego WUSW w Gdańsku, od sierpnia 1987 inspektorki Sekcji ds. Rent w Wydziale Kadr. W grudniu 1981 uczestniczyła w internowaniach działaczy opozycyjnych, między innymi prowadząc przesłuchania. Dzięki wykazanemu zaangażowaniu została przedterminowo, w marcu 1982, awansowana do stopnia porucznika MO. Czynności przeciwko działaczom opozycji demokratycznej prowadziła także w późniejszym okresie. We wrześniu 1986 otrzymała stopień kapitana.
Po 1990 kontynuowała pracę w Komendzie Wojewódzkiej Policji w Gdańsku. W kwietniu 1991 jako specjalistka Zespołu Prawnego KWP w Gdańsku została skierowana na aplikację radcowską. Karierę zakończyła co najmniej w stopniu podinspektora.   
W 1997 „za wybitne zasługi w umacnianiu bezpieczeństwa i porządku publicznego” została przez Prezydenta Aleksandra Kwaśniewskiego odznaczona Krzyżem Kawalerskim Orderu Odrodzenia Polski. Wyróżnienie spotkało się z protestami i apelami o odebranie odznaczenia ze strony dawnych opozycjonistów, w tym przesłuchiwane i poniżane przez Kmicińską: Beata Górczyńska-Szmytkowska i Janina Wehrstein.